# Acrolyta marginata
Acrolyta marginata är en stekelart som först beskrevs av Bridgman 1883.  Acrolyta marginata ingår i släktet Acrolyta och familjen brokparasitsteklar. Arten är reproducerande i Sverige. Inga underarter finns listade i Catalogue of Life.